# Frankia
Genre
Frankia est un genre de bactéries actinomycètes filamenteuses et telluriques, capables de fixer l'azote atmosphérique.

## Symbioses
Les espèces de ce genre peuvent se développer en association symbiotique avec les racines de plantes non légumineuses appelées « plantes actinorhiziennes » (essentiellement des arbres ou arbustes adaptés aux stress édaphiques comme la salinité élevée, les métaux lourds ou les pH extrêmes) telles que :
- Des Bétulacées : les aulnes ;
- Des Coriariacées, Datiscacées, Rosacées ;
- Des Myricacées : le myrte des marais (Myrica gale), la comptonie voyageuse (Comptonia peregrina) ;
- Des Éléagnacées : l'argousier, olivier de Bohème (Elaeagnus angustifolia).

D'autres espèces du même genre forment des nodosités sur les troncs en plus des racines des filaos (Casuarina equisetifolia, Casuarinacées).
L'importance de ces espèces tient surtout au fait qu’elles sont responsables d'une partie importante de la fixation biologique de l'azote et que ce sont des espèces capables de réhabiliter des sites dégradés ou de protéger les sols contre diverses formes d’érosion.
Les racines associées aux Frankia forment des nodosités spécifiques appelées « actinorhizes ». Les plantes pouvant former ces nodosités pérennes en symbiose avec Frankia sont appelées plantes actinorhiziennes.

## Génomique
Le génome de Frankia alni est entièrement séquencé. Il est constitué de 7,5 Mb, et 6 786 gènes, dont 6 711 gènes codant des protéines.

## Résistance aux milieux acides

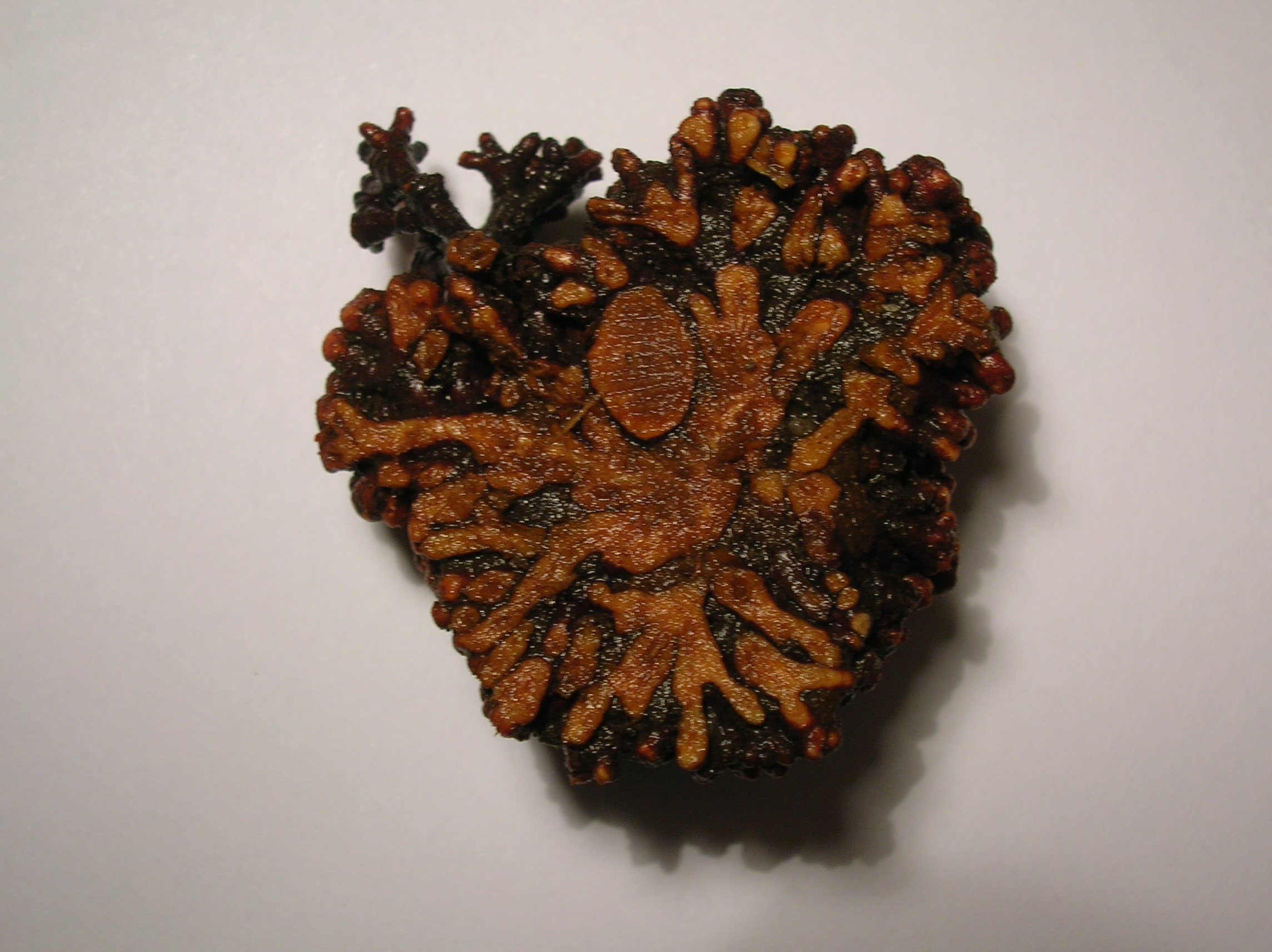
Section d'un nodule racinaire d'aulne.

Une étude publiée en 1986 a isolé 20 souches de Frankia à partir de sept espèces de plantes actinorhiziennes d'espèces différentes. Les auteurs les ont disposées sur des milieux de culture maintenus à des pH constants (respectivement de 5; 4,8; 4,6 et 4,2), chaque culture étant renouvelée  2 à 3 fois consécutivement au même pH. Quatorze souches ont cessé de se développer à partir d'un pH 5. Trois ont résisté plusieurs semaines à pH 4,6 et toutes sont mortes à pH 4,2. Les auteurs de l'étude notent que les trois variants acido-résistantes ont aussi supporté la présence d'Al3+ libre dans le milieu de culture et que l'augmentation de la teneur en H+ du milieu stimulait la sporogenèse 